# Европейска олимпиада по математика за девойки
Европейската олимпиада по математика за девойки (European Girls' Mathematical Olympiad, EGMO) е сравнително ново състезание, което бързо добива популярност.
През 2014 г. участват 110 момичета със сериозни интереси в областта на математиката от 22 европейски страни, както и гости от САЩ, Индонезия, Япония, Иран, Мексико и Саудитска Арабия.

## Българско участие
| Домакин    | Година | Издание | Медали         | Медали                                               | Медали                              | Отборно класиране |
| Домакин    | Година | Издание | Злато          | Сребро                                               | Бронз                               | Отборно класиране |
| —          | 2020   | IX      | —              | Калина Николова Маргарита Стефанова                  | Десислва Николова Михаела Гледачева | IX място          |
|            | 2019   | VIII    | 1              | 3                                                    | —                                   | III място         |
|            | 2018   | VII     | —              | 2                                                    | 1                                   | XIV място         |
| Цюрих      | 2017   | VI      | —              | —                                                    | 3                                   | XXIII място       |
| Румъния    | 2016   | V       | 1              | 2                                                    | 1                                   | III място         |
| Минск      | 2015   | IV      | —              | Деница Маркова Виорета Найденова Магдалена Георгиева | Дона-Мария Иванова                  | VII място         |
| Анталия    | 2014   | III     | Велина Иванова | Павлена Ненова Деница Маркова Виолета Найденова      | —                                   | IV място          |
| Paffendall | 2013   | II      | —              | Павлена Ненова Велина Иванова Владимира Соуванджиева | Милена Великова                     | IV място          |
| Кеймбридж  | 2012   | I       | Павлена Ненова | Калина Петрова                                       | —                                   | VII място         |